# Salvador Mariona
Salvador Antonio Mariona Rivera, né le 27 décembre 1943 à Santa Tecla au Salvador, est un footballeur international salvadorien, qui évoluait au poste de défenseur, avant de devenir ensuite entraîneur.

## Biographie

### Carrière de joueur

#### Carrière en club
Avec l'Alianza Fútbol Club, il remporte deux titres de champion du Salvador, et une Coupe des champions de la CONCACAF.

#### Carrière en sélection
Avec l'équipe du Salvador, il joue entre 1965 et 1975. 
Il figure dans le groupe des sélectionnés lors de la Coupe du monde de 1970. Lors du mondial organisé au Mexique, il joue trois matchs : contre la Belgique, le Mexique, et l'Union soviétique.

### Carrière d'entraîneur
Il dirige les joueurs du Platense Municipal puis ceux de l'Alianza Fútbol Club.
En 1982, il est le sélectionneur adjoint de l'équipe du Salvador.

## Palmarès
Alianza
- Championnat du Salvador (2) :
  - Champion : 1965-66 et 1966-67.
  - Vice-champion : 1973 et 1975.

- Coupe des champions de la CONCACAF (1) :
  - Vainqueur : 1967.